# Marsoulas
Marsoulas is een gemeente in het Franse departement Haute-Garonne (regio Occitanie) en telt 137 inwoners (1999). De plaats maakt deel uit van het arrondissement Saint-Gaudens.

## Geografie
De oppervlakte van Marsoulas bedraagt 2,4 km², de bevolkingsdichtheid is 57,1 inwoners per km².
De onderstaande kaart toont de ligging van Marsoulas met de belangrijkste infrastructuur en aangrenzende gemeenten.

## Demografie
Onderstaande figuur toont het verloop van het inwonertal (bron: INSEE-tellingen).